# Blackfriars Railway Bridge
Blackfriars Railway Bridge je železniční most přes řeku Temži v Londýně mezi Blackfriars Bridge a Millennium Bridge.
První most, navržený Josephem Cubittem pro London, Chatham and Dover Railway, zde byl otevřen roku 1864. Masivní sloupy podpíraly mostní konstrukci, která nesla železniční trať. Konstrukce mostu však byla příliš slabá na to, aby unesla moderní železniční soupravy, a tak z mostu zbyly pouze sloupy.
Druhý most, pojmenovaný St Paul's Railway Bridge, byl postaven o něco níže po proudu řeky a byl otevřen roku 1886. Autory návrhu byli John Wolfe-Barry a Henri Marc Brunel, most je vyroben z tvářené oceli. Poté, co bylo roku 1937 nádraží St Paul's přejmenováno na Blackfriars, byl přejmenován i most.